# ANWB (tankstation)

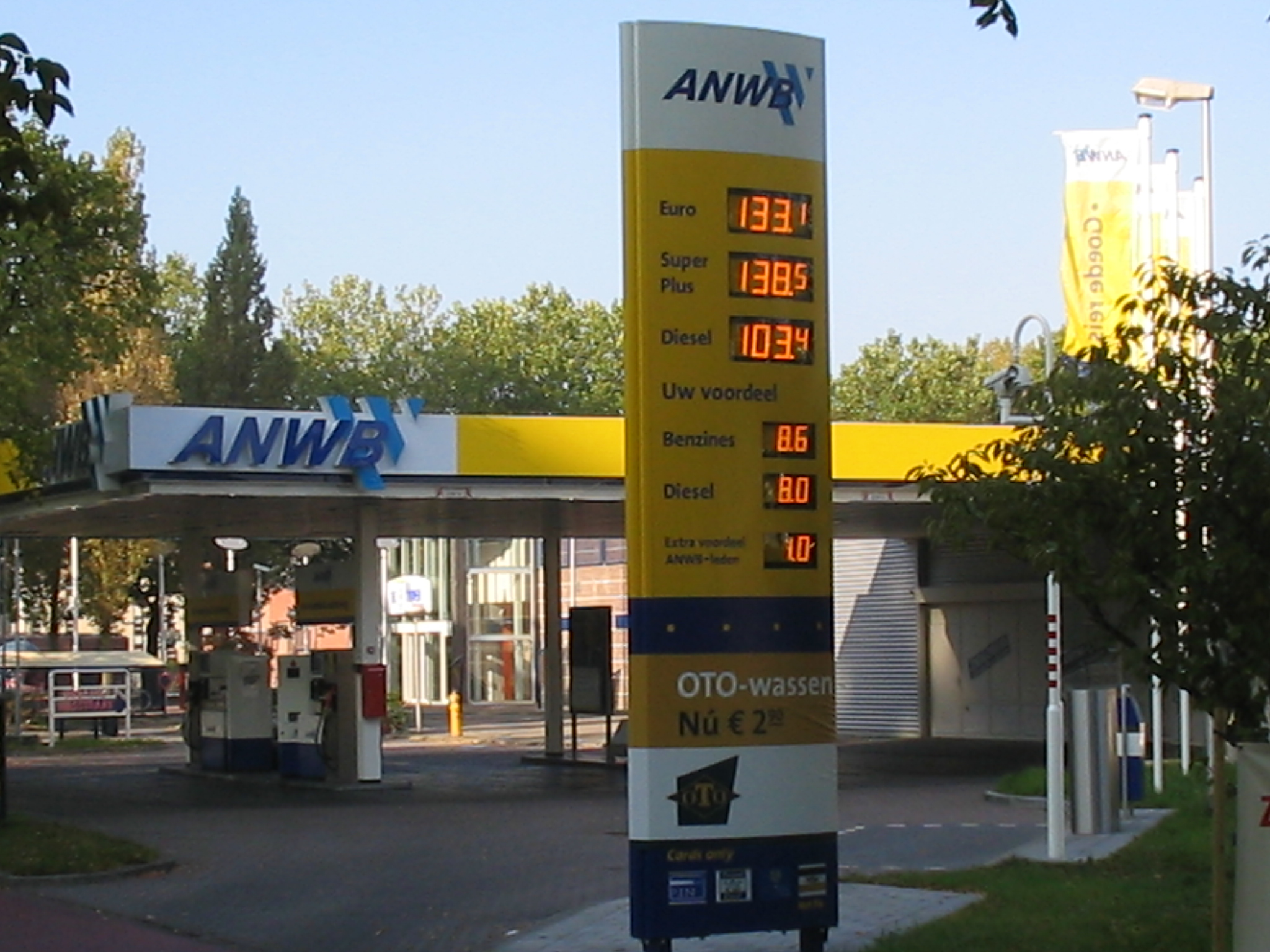
ANWB-tankstation in Delft

De ANWB exploiteerde van 2004 tot 1 oktober 2008 onbemande tankstations in Nederland. Met een ANWB-lidmaatschapskaart kon men met korting goedkoper tanken.
De onbemande stations werden geëxploiteerd in samenwerking met de Van der Sluijs Groep. In september 2005 waren er 27 ANWB-tankstations. Vanaf 2007 vielen de ANWB-tankstations onder Gulf Oil Nederland. Op 1 oktober 2008 maakte de ANWB bekend het beheer van de toen 32 onbemande ANWB-tankstations per direct te beëindigen. Deze tankstations werden overgedragen aan het bedrijf Tinq, een zelfstandige onderneming binnen Gulf Oil Nederland. De ANWB-tankstations werden geïntegreerd in het Tinq-netwerk.
Agip (Eni) · Aral · Argos Oil · AVIA · BP · Esso · Gulf Oil · IQ-Diskont · JET · LUKoil · MOL · OCTA+ · OK Nederland · OMV · Orlen · Q8 · Repsol · Shell · Statoil · Tamoil · Texaco · Total

Onbemande tankstations in België en Nederland: AVIA Xpress · amiGo · DATS 24 · Esso Express · Firezone · OK Express · Q8 Easy · Shell Express · Tamoil Express · Tango · Tinq · Total Express